# Atıl Kutoğlu
Atıl Kutoğlu (* 1968 in Istanbul) ist ein türkischer Modedesigner, der in Österreich lebt.

## Leben
Atil Kutoğlu wurde in Istanbul geboren und besuchte dort die deutsche Schule. Er kam nach Wien um ein Wirtschaftstudium zu beginnen, das er 1991 abschloss. Mit Förderungen durch den damaligen Bürgermeister von Wien, Helmut Zilk, und das Modesekretariat in der Wirtschaftskammer Österreich konnte er 1991 auch seine erste Kollektion präsentieren. 1992 bekam er den Preis der Stadt München für den besten Newcomer in der Modebranche. 1994 erhielt er den „DIVA-Woolmart“ für den besten österreichischen Modedesigner. Es folgten Modeschauen in Düsseldorf, Mailand, Paris und New York. 1997 eröffnete er die ersten „Vienna Fashion Days“. 1999 zeigte er in Istanbul seine „Ottomanische Kollektion“ anlässlich des 700. Jahrestags der Gründung des Osmanischen Reichs.

## Mode
Kutoğlu ließ sich in seinen Entwürfen stets durch den Formen- und Farbenreichtum der Osmanen inspirieren und verband orientalische Elemente mit der klaren Handschrift der Mode westlicher Designer. Er verwendet hauptsächlich Leder, Organza, Musselin, Samt, Seide und Stoffe mit Glanzoptik. Besonders durch seine Abendkleider konnte er bald auf eine ganze Reihe bekannter Persönlichkeiten zählen, die seine Kleider bekannt machten. Dazu zählen nicht nur Österreichs Außenministerin Ursula Plassnik, Francesca von Habsburg, Sonja Kirchberger, Catherine Zeta-Jones, Barbara Wussow, Naomi Campbell, sondern auch seit fünf Jahren Hayrünnisa Gül, die Frau des türkischen Präsidenten Abdullah Gül. Diese Stammkundin hat dem Designer einen speziellen Auftrag gegeben. Er soll für die bekennende Kopftuchträgerin dieses „modernisieren“. Gül könnte die erste „moderne“ türkische First Lady mit islamischer Kopfbedeckung sein, in welchem Gegner Güls ein Symbol des politischen Islams sehen.
Auch arbeitete Kutoğlu an seiner Kollektion für die New York Fashion Week, seine größten Ziele sind eine Boutique in New York, eine eigene Kosmetiklinie und Kutoğlu-Homeaccessories.

## Auszeichnung
- 2013 Vienna Fashion Award in der Kategorie Global Citizen